# Planeta Aurelia și Luna Albastră
Planeta Aurelia și Luna Albastră sunt exemple ipotetice ale unei planete și ale unui satelit natural pe care viața extraterestră ar putea evolua. Ele sunt rezultatul unei colaborări între compania de televiziune Blue Wave Productions Ltd. și un grup de oameni de știință americani și britanici, care au fost colectiv angajați de National Geographic. Echipa a folosit o combinație de teorii cunoscute, de climatologie și xenobiologie pentru a-și imagina cele mai probabile locații pentru viața extraterestră și cea mai probabilă calea evolutivă a vieții.
Ideile apărute au fost concretizate într-o emisiune de televiziune în două părți numită Alien Worlds, difuzată în 2005, în Marea Britanie de Channel 4. Channel 4 a lansat, de asemenea, un DVD cu această emisiune. Programul a fost difuzat și pe National Geographic Channel (Extraterrestrial ) și se concentrează mai mult pe viață extraterestră de pe cele două lumi.
Primul program din serie prezintă planeta Aurelia, o ipotetică planetă extrasolară asemănătoare Pământului care se rotește în jurul unei stele pitice roșii în zona noastră locală din Calea Lactee. Această lume ipotetică s-ar putea asemăna cu recent descoperita exoplanetă Gliese 581 d reală. Al doilea episod se concentrează pe o lună, denumită Luna Albastră, care se rotește în jurul unui gigant gazos enorm care la rândul său orbitează în jurul unei sistem de stele binare. La rândul său, Luna Albastră și gigantul pot semăna cu HD 28185 b și 55 Cancri f, alte două exoplanete reale. Programul TV estompează liniile dintre science-fiction și știință. 

## Motivele teoretizării
Descoperirea unor planete extrasolare a fost anunțată pentru prima oară în 1989 crescând perspectiva ca viața (așa cum o știm sau ne-o imaginăm) să existe și pe alte planete. În prezent se consideră că pentru a apărea și exista viață o planetă trebuie să orbiteze într-o bandă relativ îngustă în jurul stelei sale, unde temperaturile sunt potrivite astfel încât apa să fie lichidă. Această regiune se numește zona locuibilă. 